# Choquinha-de-alagoas
Myrmotherula snowi, popularmente denominada de formigueirinho-alagoano ou choquinha-de-alagoas, é uma espécie de ave da família Thamnophilidae. Endêmica do Brasil, é encontrada apenas nos estados de Alagoas e Pernambuco e encontra-se criticamente ameaçada de extinção.